# Aeroportul Meekatharra
Aeroportul Meekatharra (IATA: MKR, ICAO: YMEK) este un aeroport din Australia de Vest, Australia.
Situat la o altitudine de 522 m, aeroportul dispune de o singură pistă. Este operat de Shire of Meekatharra⁠(d).